# ان‌جی‌سی ۳۲۱
ان‌جی‌سی ۳۲۱ (انگلیسی: NGC 321) نام یک کهکشان مارپیچی میله‌ای در صورت فلکی نهنگ است.